# Ханьча (озеро)
Ханьча (пол. Hańcza) — самое глубокое озеро в Польше. Входит в состав Мазурских озёр. Из озера вытекает река Чарна-Ханьча.
Озеро имеет ледниковое происхождение. Его размер составляет примерно 4,5 на 1,2 километра. Наибольшая глубина 108,5 м. Вода отличается высокой прозрачностью. В озере водятся окунь, щука и корюшка. С 1963 года озеро является заповедным.
Озеро является объектом дайвинга.